# Francis de Erdely
Francis de Erdely (Hongaars: Ferenc Erdélyi)  (Boedapest, 3 mei 1904 − Los Angeles, 28 november 1959) was een Hongaars-Amerikaans schilder, beeldhouwer, tekenaar, auteur en docent. Deze kunstenaar is onder vele namen bekend waarvan François Erdely de meest gebruikelijke is in eigentijdse bronnen uit zijn Nederlandse periode.

## Biografie
Francis de Erdely volgde zijn eerste kunstenaarsopleiding aan de Koninklijke Hogeschool voor Beeldende Kunsten in Boedapest. Vervolgens studeerde hij aan de Real Academia de Bellas Artes de San Fernando in Madrid en de Sarbonne in Parijs. Om zijn blik verder te verruimen maakte De Erdely vervolgens lange reizen. Zo bracht langere tijd door in Afrika, onder andere in Caïro en Algiers, verbleef hij in Losonc in Slowakije, in New York en Philadelphia in de Verenigde Staten en vervolgens in Finland. In 1927 verhuisde De Erdely naar Brussel alwaar zijn tentoonstelling in de Galerié d'Art Kodak zeer positief werd ontvangen door de Belgische critici. 
In 1931 verhuisde De Erdely naar Nederland waarna hij in 1933 samen met kunsthandelaar Charles Bignell en schilder Chris de Moor het initiatief nam tot het oprichten van de Eerste Nederlandse Vrije Studio.  De eerste twee jaar van het bestaan van deze vrije academie vormde hij samen met Chris de Moor de artistieke leiding en was hij er docent. Hier ontmoette hij zijn tweede vrouw, de Nederlandse Ilse Sophie Leembruggen, een leerlinge, waarmee hij in 1935 trouwde.
In de zomer van 1936 verhuisde het echtpaar naar Hongarije met grootse plannen. Ilse stierf echter onverwacht op 11 december 1936. Door het verdriet om het verlies van zijn vrouw stortte De Erdely zich op zijn werk. In 1937 verscheen zijn roman, Lejtő, over een klein vissersdorpje in Vlaanderen.
Als gevolg van de politieke ontwikkelingen in Hongarije emigreerde De Erdely in 1939 samen met zijn derde vrouw Erzsébet Wittmann, een actrice en zangeres met wie hij op 18 julie 1938 was getrouwd, naar de Verenigde Staten. Na eerst in New York en Detroit gewoond te hebben vertrok hij in 1944 samen met zijn nieuwe vrouw Edith H. Marcus naar Santa Monica, Californië, alwaar hij lesgaf aan het Pasadena Art Institute. Vanaf 1945 doceerde De Erdely schilderkunst aan de University of Southern California, een positie die hij zou bekleden tot zijn dood. Ook was De Erdely vanaf 1948 verbonden aan het Jepson Art Institute in Los Angeles.
Op 17 oktober 1955 verkreeg De Erdely het Amerikaans staatsburgerschap. Hij stierf op 28 november 1959 in zijn woonplaats Los Angeles na een langdurige ziekte.

## Stijl
De Erdely is vooral bekend geworden met zijn portretten, veelal van de 'gewone man' in zijn of haar natuurlijke omgeving. Dit waren veelal arbeiders, maar ook armen en andere aan de onderkant van samenleving.  
Het werk van De Erdely past goed in de neoklassieke stroming die in de jaren twintig in Europa aan kracht won. Na de verstikking van de avant-gardebewegingen van de jaren 1900 en het kalmeren van vormvernietigende ismen, legde een aanzienlijk aantal schilders de nadruk op respect voor tradities in plaats van het verleden te verwerpen. Ook De Erdely keerde terug naar de klassieke meesters. In zijn vroege werken zijn de invloeden van Goya en el Greco te zien, maar ook de impact van de kunstenaars uit de Lage Landen is voelbaar. Deze brede invloedssfeer was een direct gevolg van de vele reizen die De Erdely op jonge leeftijd ondernam. 
De academische manier van werken die De Erdely hanteerde, waaronder een perfecte beheersing van de anatomische weergave, was echter altijd doordrenkt van het besef van een gevoeligheid voor de kwetsbaarheid van de menselijke conditie. Oorlog en lijden zijn onderwerpen die nooit ver weg zijn in het werk van De Erdely; een direct gevolg van zijn eigen ervaringen in Europa. De Erdely had de opvatting dat "de kunstenaar zijn wereld, de ellende van de oorlog, moet verbeelden als een poging om verdere verwoesting te voorkomen". De Erdely laat vaak op een al dan niet verhullende wijze het lijden zien in vaak harde en hoekige getekende composities waardoor zijn kunst zelfs kubistisch te noemen is. 
De Erdely schilderde doorgaans grootschalige doeken, maar tijdens zijn Amerikaanse jaren richtte hij zich steeds meer op grafiek.

## Exposities in Nederland
Tijdens zijn verblijf in Nederland heeft Erdely ten minste twee solotentoonstellingen gehouden en aan gezamenlijke exposities deelgenomen:
- 28 januari[19] - februari 1933, Esher Surrey, Den Haag, o.m. besproken door Jos de Gruyter[20] en Cornelis Veth[21]
- 14 april[22] - 4 mei 1934[23][24], Esher Surrey, Den Haag, besproken door Cornelis Veth[25]. Deze tentoonstelling is o.m. bezocht door prins Hendrik[26]
- Naast bovenstaande solo tentoonstellingen is zijn werk ook samen met dat van andere kunstenaars geexposeerd.[27][28][29]

## Collecties
Onder andere de volgende musea hebben werk van Francis de Erdely in het bezit:
- Modern Museum, Brussel
- Koninklijk Museum voor Schone Kunsten, Antwerpen
- Metropolitan Museum of Art, New York
- National Gallery of Victoria, Melbourne
- Norton Simon Museum, Pasadena
- Seattle Museum of Art, Seattle
- Laguna Art Museum, Laguna
- Fine Arts Museums of San Francisco, California
- Detroit Institute of Arts, Detroit
- Denver Art Museum, Denver
- Museum of Modern Art, New York

## Voetnoten
1. ↑  een zeer fraai portret [..] naar een teekening van den bekenden Hongaarschen kunstschilder Erdély. VAN DE BOEKENPLANK. "Haagsche courant". 's-Gravenhage, 1936-06-03. Geraadpleegd op Delpher op 2022-10-14
2. ↑  Francis De Erdely. artnet. Gearchiveerd op 20 november 2022. Geraadpleegd op 20 november 2022.
3. ↑  De katholieke encyclopaedie "Joost van den Vondel", 1933-1939. Geraadpleegd op Delpher op 2022-10-12
4. ↑  Francis de Erdely papers, 1925-1968. Archives of American Art, Smithsonian Institution.. Gearchiveerd op 22 maart 2023.  Studenten aan de Hongaarse Academie voor Beeldende Kunsten van 1871 tot heden
5. ↑  "Eerste Nederlandsche vrije studio geopend", Het Vaderland, 15 september 1933.
6. ↑  Gras, Saskia (31 oktober 2017). Vrijplaats voor de kunsten : de Haagse Vrije Academie 1947-1982, p. 50. ISBN 9789463451802. Gearchiveerd op 2 juli 2023.
7. ↑  Vrije Studio "Haagsche courant", 's-Gravenhage, 1933-09-15. Geraadpleegd op Delpher op 2022-10-13
8. ↑  Advertentie "Het Vaderland, 's-Gravenhage, 1934-08-08, p. 4. Geraadpleegd op Delpher op 2022-10-14
9. ↑  "Men meldt ons, dat, door het vertrek van den heer François Erdely, de Eerste Nederlandsche Vrije Studio, van 15 Sept. a.s. af onder leiding komt van de schilders Chris de Moor en Willem van den Berg, terwijl de heer Charles Bignell zakelijk leider blijft." Uit de rubriek: KUNST EN LETTEREN "Haagsche courant", 's-Gravenhage, pg. 3. 1935-09-04. Geraadpleegd op Delpher op 2022-10-14
10. ↑  Ilse Leembruggen ( "Het Vaderland", 's-Gravenhage, 1935-07-31, p. 4. Geraadpleegd op Delpher op 2022-10-17)
11. ↑  "Het Vaderland", 's-Gravenhage, 1936-12-12, p. 4. Geraadpleegd op Delpher op 2022-10-17
12. ↑  (hu) László Tamás Pápai, Erdélyi Ferenc, az elfeledett festő[dode link].
13. ↑  Art’s history Christine Shade 8 april 1996, gearchiveerd 2016-02-04
14. ↑  (hu) Erdélyi Ferenc és pestszentlőrinci villája.
15. 1 2  Andreas-Kuiper, M, "Erdely, een betreurd kunstenaar; werkte ook in Den Haag", Het Vaderland, 28 december 1960, p. 5.
16. ↑  (hu) Molnos Péter, ERDÉLYI FERENC (1904-1959). Artmagazin nr.3 p.36-37 (20 augustus 2013). Gearchiveerd op 25 maart 2023.
17. ↑  Francis de Erdely, About this artist. Gearchiveerd op 10 juni 2023.
18. ↑  Artist Profile Francis de Erdely. Gearchiveerd op 30 mei 2023.
19. ↑  OPENING TENTOONSTELLING François Erdely bij Esher Surrey, "Het Vaderland", 's-Gravenhage, 1933-01-29, p. 2. Geraadpleegd op Delpher op 2022-10-14
20. ↑  FRANÇOIS ERDELY Kunstzalen Esher Surrey "Het Vaderland", 's-Gravenhage, 1933-02-08, p. 1. Geraadpleegd op Delpher op 2022-10-14
21. ↑  HONGAARSCHE PORTRETTEN EN FIGUURSTUKKEN iets zuiver, onopzettelijks in de wijze waarop François Erdely de dingen aankijkt, "De Telegraaf". Amsterdam, 1933-02-03, p. 7. Geraadpleegd op Delpher op 2022-10-14
22. ↑  Opening tentoonstelling François Erdely "Het Vaderland, 's-Gravenhage, 1934-04-14, p. 1. Geraadpleegd op Delpher op 2022-10-14
23. ↑  Advertentie "Het Vaderland", 's-Gravenhage, 1934-05-02, p. 4. Geraadpleegd op Delpher op 2022-10-14
24. ↑  François Erdely "De Tĳd", 's-Hertogenbosch, 1934-04-14, p. 10. Geraadpleegd op Delpher op 2022-10-14
25. ↑  SCHILDERIJEN VAN EEN HONGAAR Kleurig werk van François Erdely, "De Telegraaf", Amsterdam, 1934-04-30, p. 7. Geraadpleegd op Delpher op 2022-10-14
26. ↑  KONINKLIJKE BELANGSTELLING "De avondpost", 's-Gravenhage, 1934-04-24, p. 3. Geraadpleegd op Delpher op 2022-10-14
27. ↑  KUNSTHANDEL ESHER SURREY "De avondpost", 's-Gravenhage, 1933-07-20, p. 5. Geraadpleegd op Delpher op 2022-10-14
28. ↑  Moderne Hongaarsche schilderen beeldhouwkunst "De Tĳd", 's-Hertogenbosch, 1934-12-08, p. 11. Geraadpleegd op Delpher op 2022-10-14. Van 26 januari - 10 februari 1935 ook te zien geweest in Pictura, Groningen: KUNST en WETENSCHAP Pictura Tentoonstelling van hedendaagsche Hongaarsche schilder- en beeldhouwkunst, "Nieuwsblad van het Noorden", Groningen, 1935-01-29, p. 5. Geraadpleegd op Delpher op 2022-10-14
29. ↑  Tentoonstelling "Esher Surrey" KUNST EN LETTEREN "Haagsche courant", pg 2. 's-Gravenhage, 1935-06-05. Geraadpleegd op Delpher op 2022-10-14